# Nob Hill
Nob Hill é um pequeno distrito de São Francisco, Califórnia, adjacente à interseção entre as ruas California e Powell, e a respectiva linha de bondes à tração, conhecidos mundialmente.

## Localização
Ao sul de Nob Hill está o distrito de compras da Union Square, a área chamada Tenderloin e a Market Street. À leste localiza-se a Chinatown de São Francisco e, mais distante, o Distrito Financeiro da cidade. À nordeste de Nob Hill está North Beach e Telegraph Hill. Ao norte, o Cable Car Museum e o Russian Hill.

## História e importância

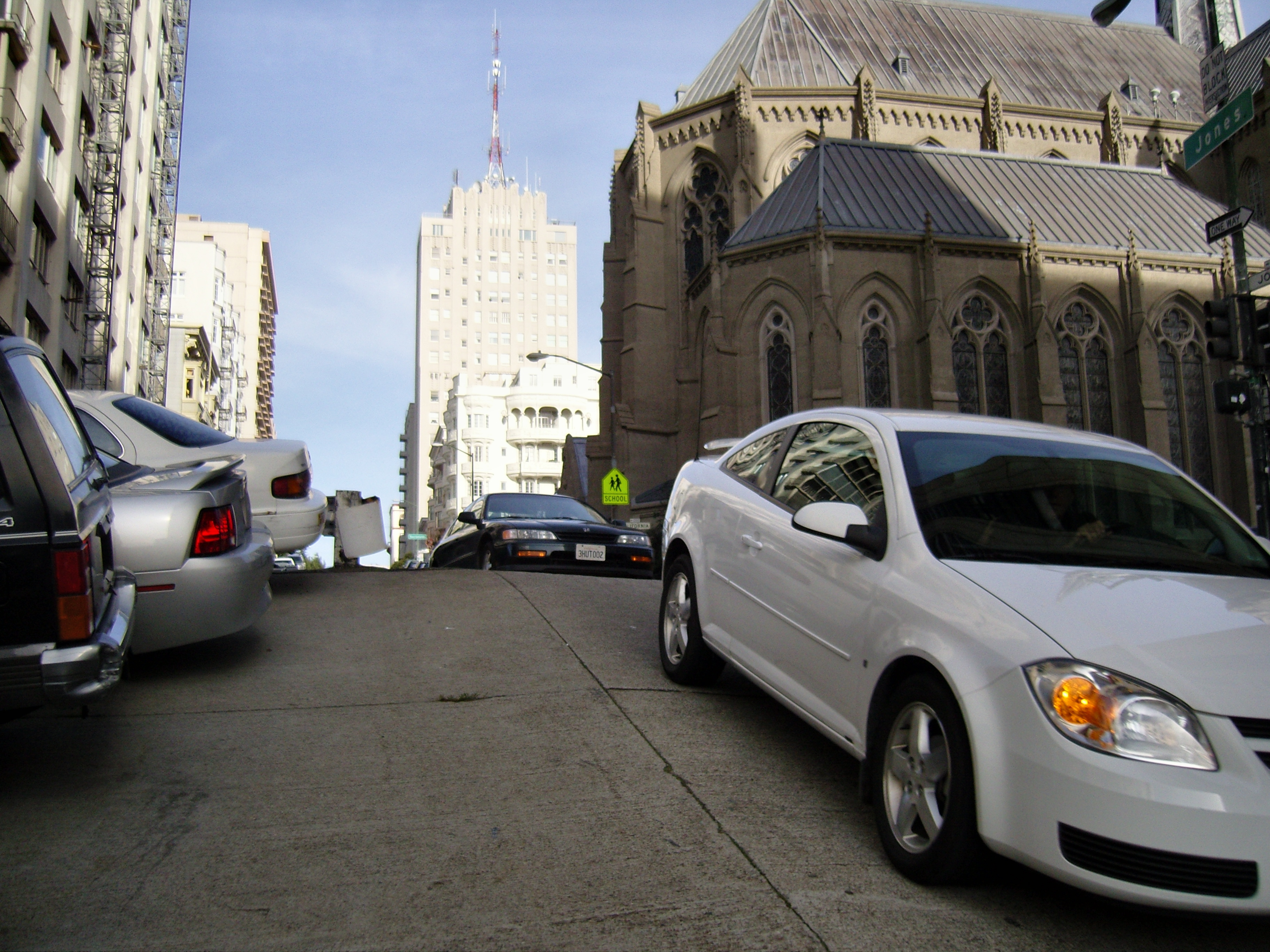
Nob Hill

Nob Hill é um rico distrito, onde residem muitas famílias abastadas da cidade. Algumas vezes ele é sarcasticamente referido como Snob Hill (no fato de que "nob" - "grã-fino" - no século XIX, era termo de gíria sinômimo à "snob" - "esnobe"). A área sofreu rápida urbanização, ocorrência marcante na cidade ao fim do século XIX. Devido sua posição central, ele tornou-se um enclave exclusivo de ricos e famosos da costa oeste que construíram grandes mansões. Entre eles inclui-se o proeminente magnata Leland Stanford e outros membros do The Big Four.
O bairro foi completamente destruído pelo Terremoto e Incêndio de 1906, exceto os muros de granite que rodeavam as mansões de Stanford e Hopkins; a mansão de Huntington foi a única das residências palacianas que sobreviveram na parte superior, até ser demolida na década de 1960. A mansão de Flood, ainda que destruída pelo fogo, foi reconstruída e permanece até hoje. Muitos dos hotéis de luxo hoje existentes na área foram construídos sobre as ruínas das antigas mansões.
A interseção das ruas California e Powell é também onde estão alguns dos mais ilustres hotéis de San Francisco: o Fairmont Hotel, o Mark Hopkins Intercontinental Hotel, o Stanford Court e o Huntington Hotel.

## Imagens

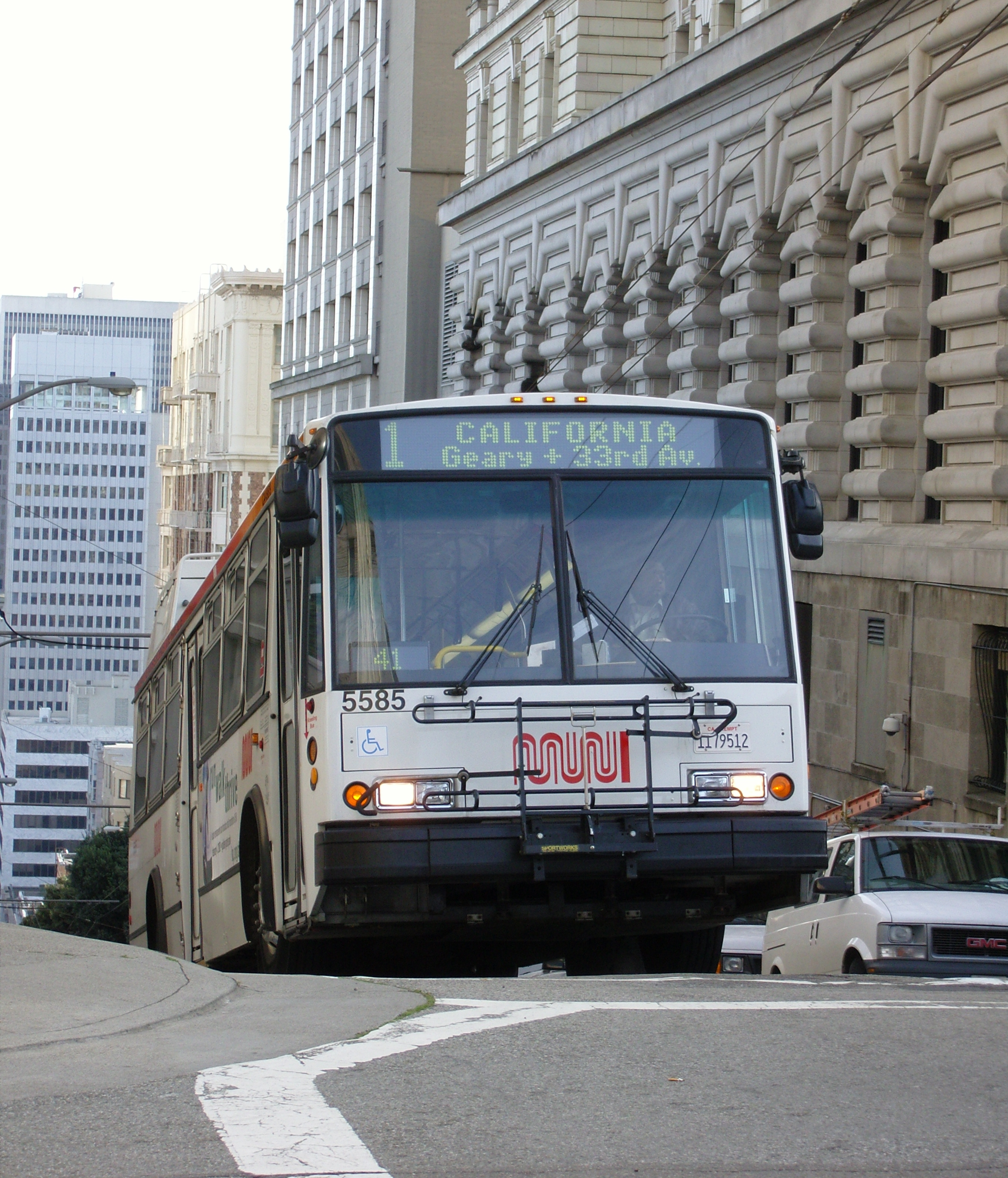
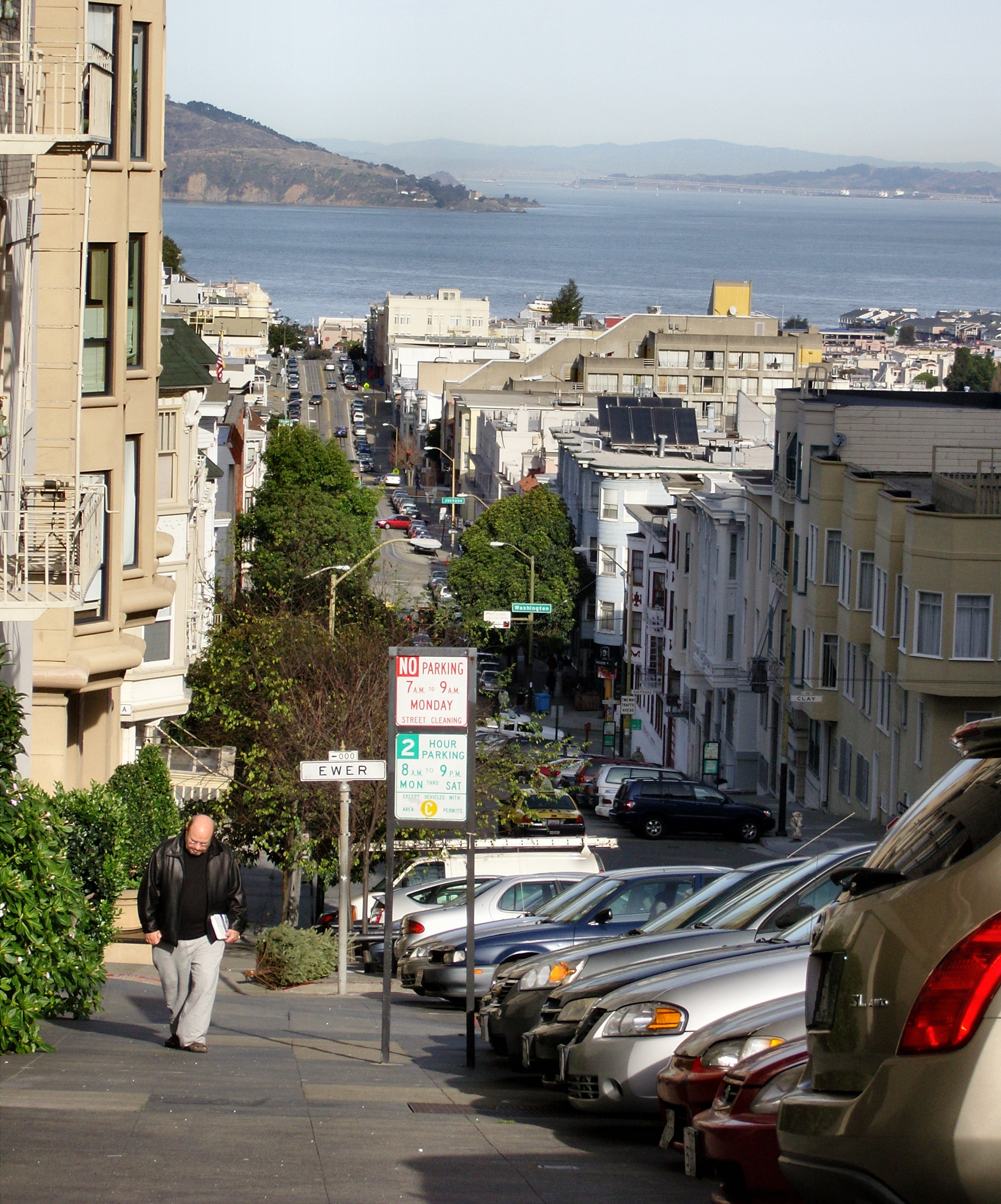
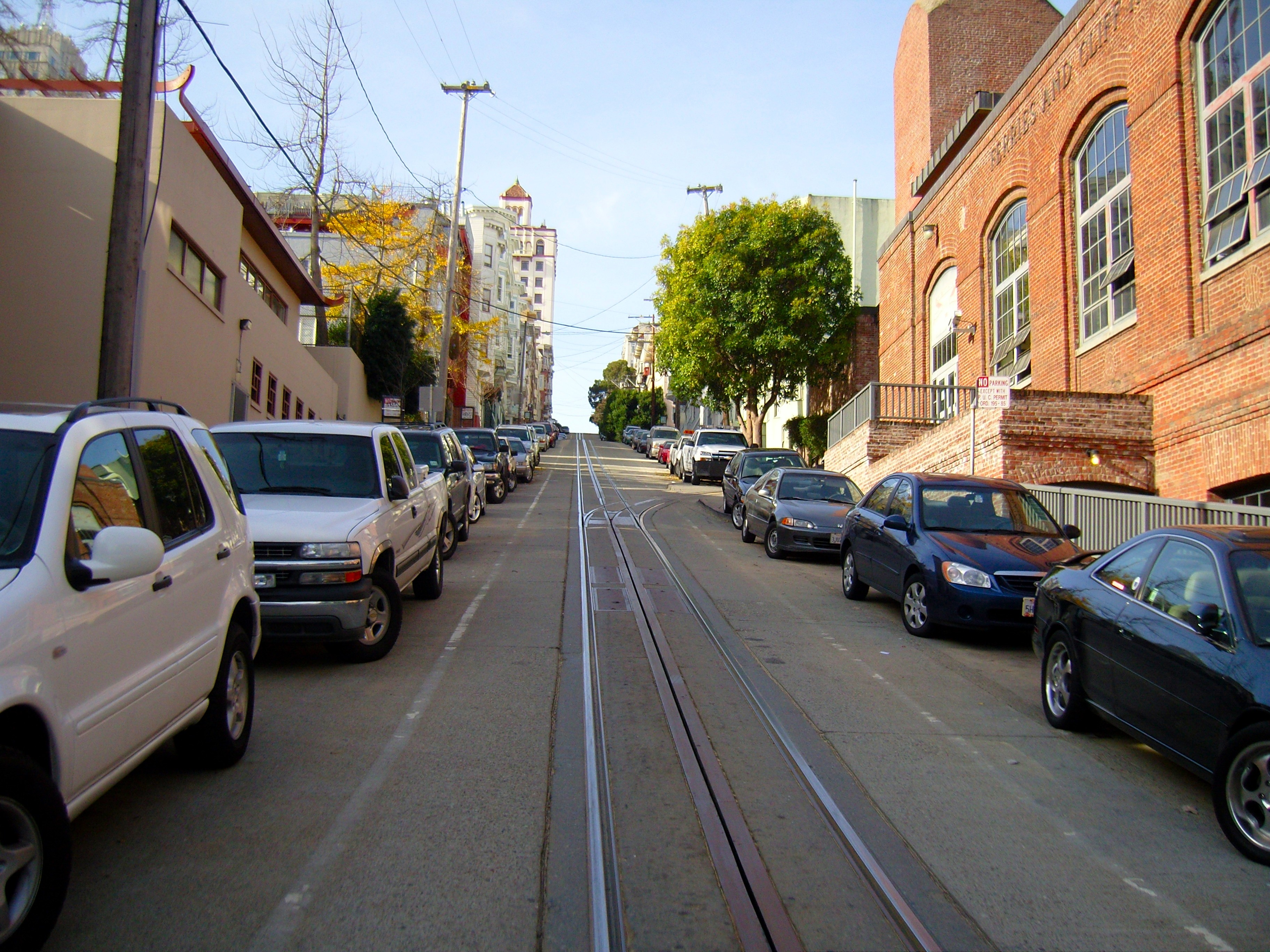
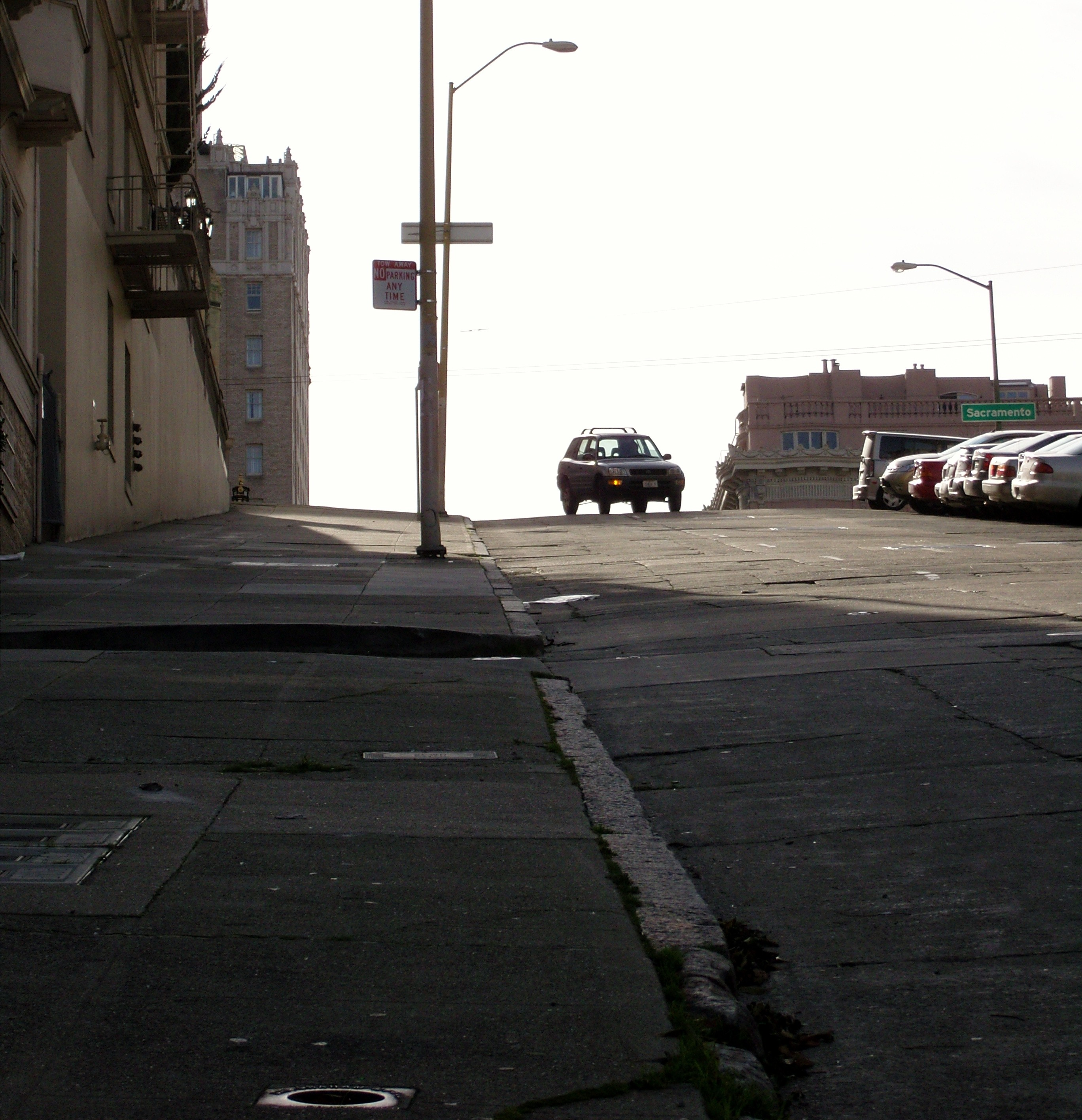
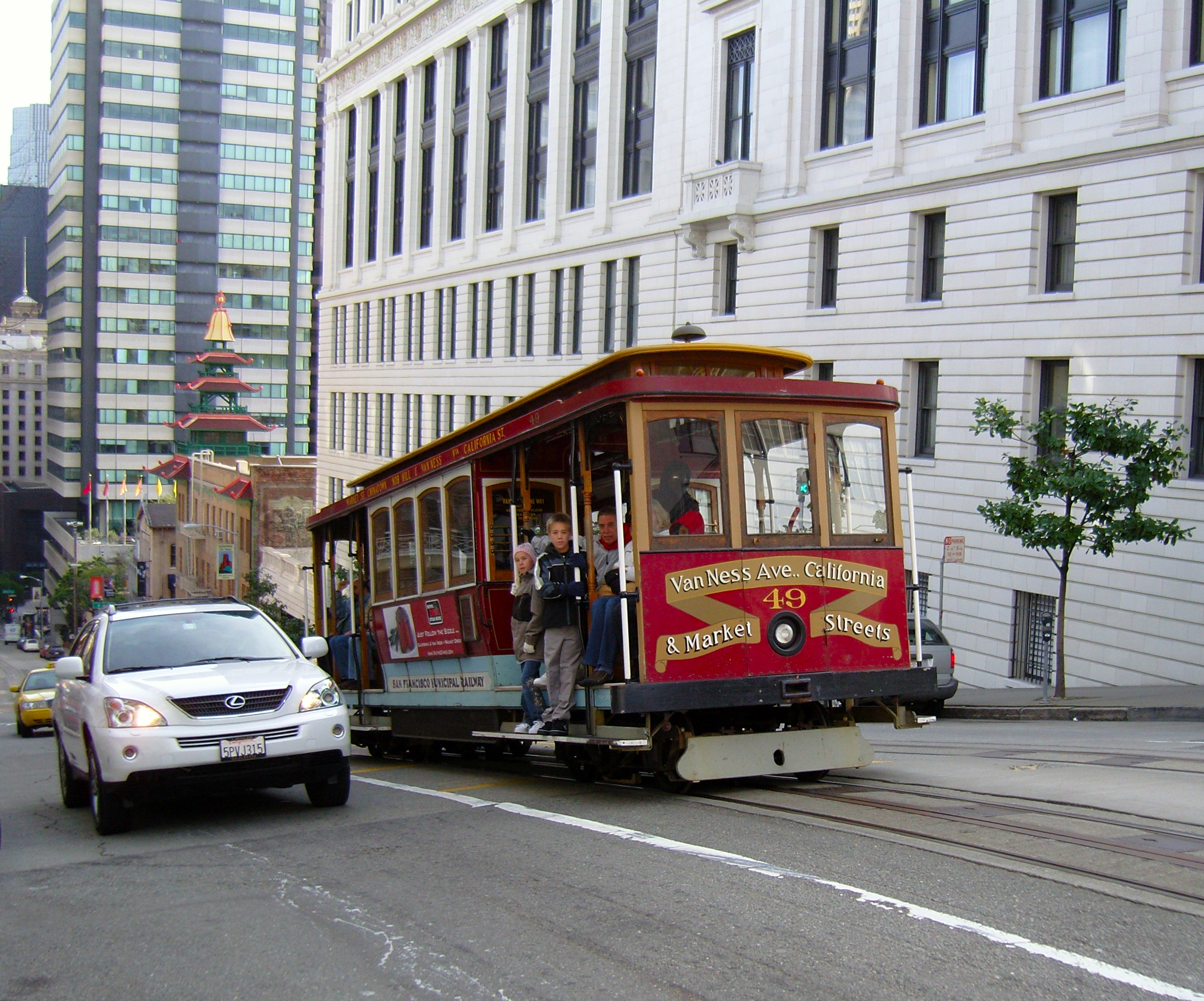
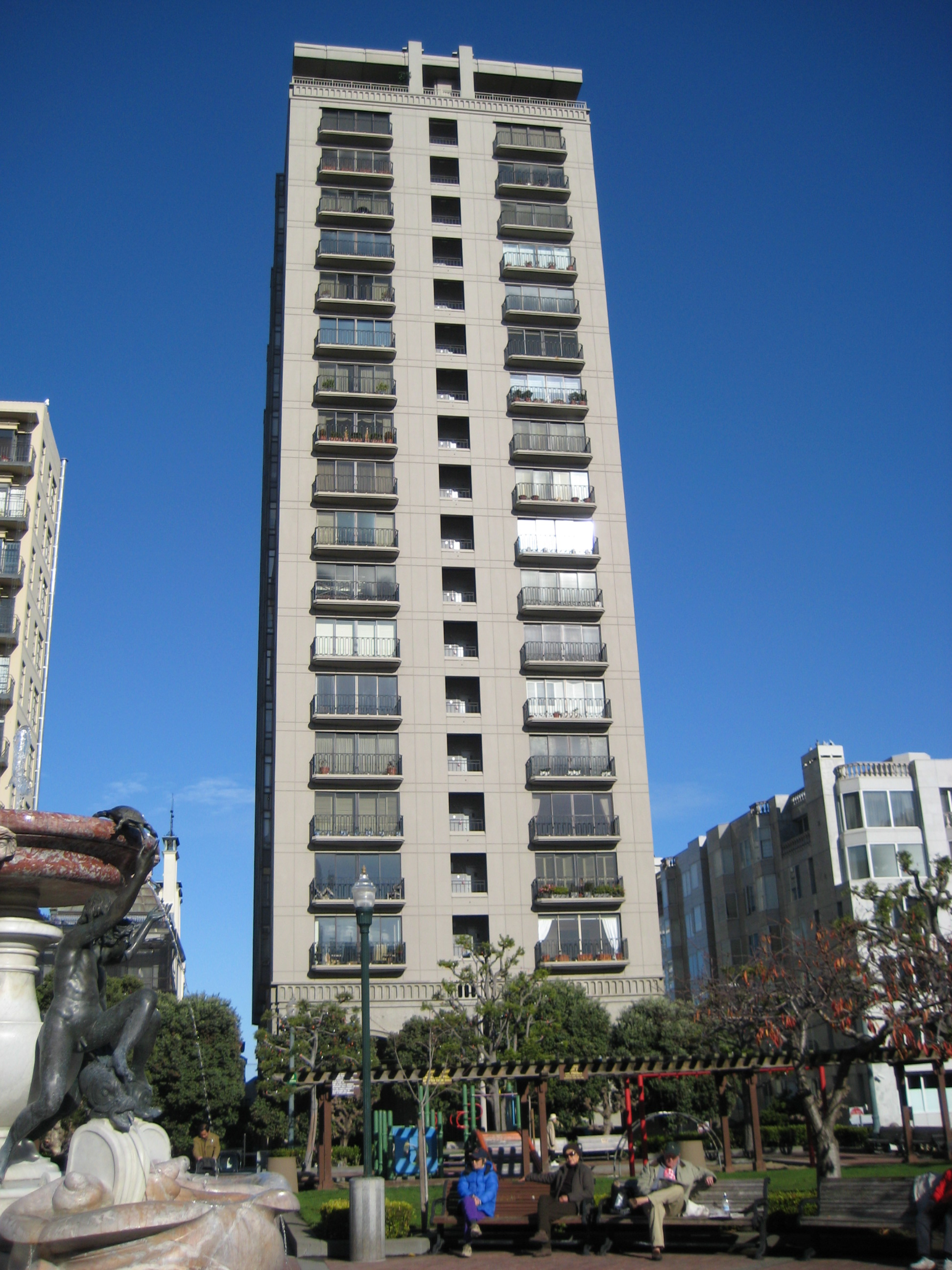

## Filmes sobre Nob Hill
- The Rock
- Bullitt
- Vertigo
- Magnum Force
- The Wedding Planner
- Dirty Harry
- The Woman in Red
- Dying Young
- Under the Tuscan Sun
- Hulk
- Just like Heaven
- Heart and Souls
- The Princess Diaries
- Full House